# Coyotepec, México
Coyotepec là một đô thị thuộc bang México, México. Năm 2005, dân số của đô thị này là 39341 người.